# BB Phoenicis

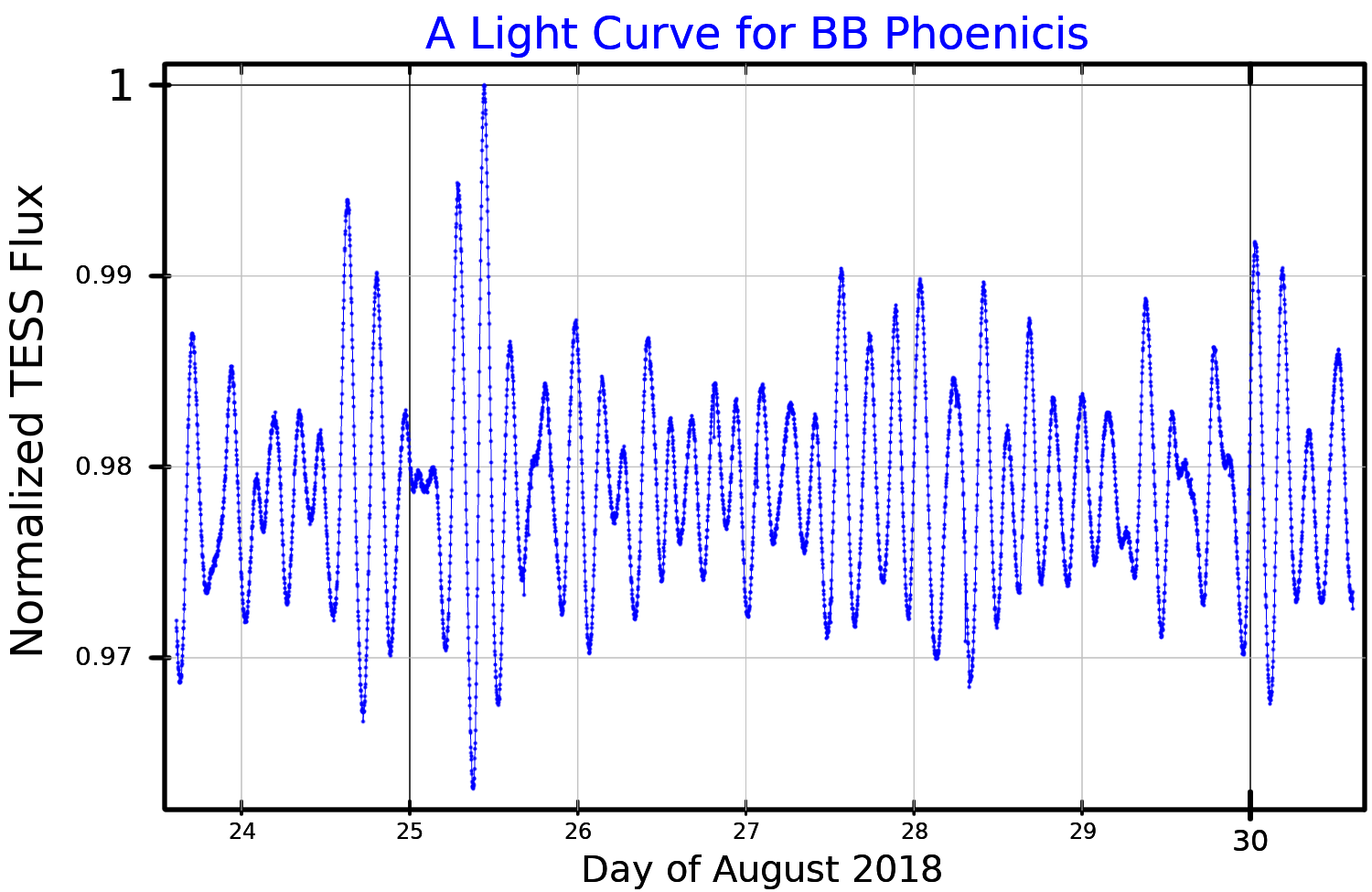
Curva de luz para a estrela BB Phoenicis, plotada com base em dados do satélite TESS

BB Phoenicis é uma estrela variável na constelação de Phoenix. Tem uma magnitude aparente visual média de 6,17, sendo visível a olho nu em excelentes condições de visualização. Com base em medições de paralaxe pela sonda Gaia, está localizada a aproximadamente 448 anos-luz (137 parsecs) da Terra. Sua magnitude absoluta é calculada em cerca de 0,6.
BB Phoenicis é uma variável Delta Scuti, apresentando pulsações estelares que fazem seu brilho variar com uma amplitude de 0,04 magnitudes. Sua variabilidade foi descoberta por acidente em 1981, quando a estrela foi usada como estrela de comparação para a binária eclipsante AG Phoenicis. A combinação de dados fotométricos e espectroscópicos permitiu a detecção de pelo menos 13 modos de pulsação radiais e não radiais, o mais forte possuindo período de 0,174 dias e amplitude de 11,1 milimagnitudes. Observações em épocas distintas mostraram evidências de que os modos de pulsação variam de amplitude, um fenômeno frequentemente observado em variáveis Delta Scuti. Modelos de pulsação indicam que o eixo de rotação da estrela está inclinado em 50–70° em relação à linha de visão.
Esta estrela é classificada como uma gigante de classe F com um tipo espectral de F0/2III. A estrela parece estar se expandindo após esgotar todo o hidrogênio no núcleo e deixar a sequência principal. BB Phoenicis tem uma massa estimada de 2,25 vezes a massa solar e um raio de 4,7 vezes o raio solar. Está irradiando energia de sua fotosfera com uma luminosidade de 55 vezes a luminosidade solar a uma temperatura efetiva de 7 200 K.